# Marián Paholok
Marián Paholok (* 9. září 1960) je slovenský podnikatel, politik a bývalý fotbalista.

## Hráčská kariéra
V československé lize hrál za TJ ZŤS Košice ve třech utkáních, aniž by skóroval. V nejvyšší soutěži obdržel jednu žlutou kartu (poslední košické derby s Lokomotívou v československé lize). Ve druhé nejvyšší soutěži odehrál dvanáct utkání za TJ Slavoj Poľnohospodár Trebišov.

### Ligová bilance
| Ročník             | Zápasy | Góly | Minuty | Klub                             |
| ------------------ | ------ | ---- | ------ | -------------------------------- |
| I. liga 1980/81    | 3      | 0    | 60     | TJ ZŤS Košice                    |
| I. SNFL 1982/83    | 11     | 0    | –      | TJ Slavoj Poľnohospodár Trebišov |
| I. SNFL 1983/84    | 1      | 0    | –      | TJ Slavoj Poľnohospodár Trebišov |
| CELKEM I. ČS. LIGA | 3      | 0    | 60     |                                  |